# Jan Becaus
Jan Becaus, né le 18 juillet 1948 à Gand, fut un journaliste et présentateur de journal télévisés belge flamand de la chaîne VRT. 

## Biographie
Jan Becaus devient instituteur (école normale, Oostakker, 1971), puis régent en anglais-néerlandais-allemand (Gand). Il enseignera jusqu'en 1984 d'abord à l'Athénée de Gand, puis à celui d'Eeklo.
En septembre 1984, il devient journaliste à la BRT. Un an après, il commence sa carrière de présentateur vedette du journal, d'abord le journal de fin de soirée, après 2012 celui de mi-journée ou de soirée. Il se spécialisera dans les infos concernant le Vatican et les maisons royales. Le 31 juillet 2013, il présente son dernier journal après 29 ans de bons et loyaux services.
Il devient en 2014 homme politique belge flamand, membre de la N-VA, lorsque ce parti le désigne comme sénateur coopté.

## Fonctions politiques
- 2014-     : sénateur coopté

## Publications
- Christian Laporte et Jan Becaus, Godfried Danneels : Confidences d'un cardinal, Bruxelles, Éditions Racine et Éditions Fidélité, 2009